# Kurt Schwabe
Kurt Schwabe (Reichenbach im Vogtland, 29 de mayo de 1905-Meinsberg, 4 de diciembre de 1983) fue un químico alemán, pionero en los estudios con sensores electroquímicos.

## Vida
Después de acudir al Realgymnasium Reichenbach entre 1912 y 1924 estudió química hasta 1927 en Dresde. Se licenció con el trabajo Über die katalytische Spaltung und anodische Oxydation der Ameisensäure, y se doctoró con la tesis Über die Aufnahmefähigkeit der Platinmetalle für Wasserstoff en 1929. Según sus propias palabras, consiguió el título de forma rápida solo por su esfuerzo personal y su sacrificio:

Während andere Fußball spielten, saß ich über meinen Studien.
Mientras otros jugaban al fútbol, yo me hallaba estudiando.
Kurt Schwabe

En 1933 consiguió la habilitación con el trabajo Über das anodische Verhalten der Metalle in gesättigten Lösungen ihrer Salze. Se negó a formar parte de la asociación de docentes nacionalsocialistas, por lo que tuvo que abandonar la Technische Hochschule de Dresde. Trabajó como químico industrial en una fábrica de papel. En noviembre de 1933 firmó la declaración de apoyo de los profesores universitarios alemanes a Adolf Hitler, por lo que pudo volver a la enseñanza. En 1940 se afilió al Partido Nacionalsocialista Obrero Alemán.
En 1944 fundó el Forschungsinstitut für chemische Technologie (hoy Kurt-Schwabe-Institut) en Meinsberg, y fue su director hasta su muerte. Se le nombró en 1949 profesor de la Technische Hochschule de Dresde y director del Institut für Elektrochemie und Physikalische Chemie. También fue miembro en 1953 de la Academia Alemana de las Ciencias. Entre 1965 y 1980 fue presidente de la Academia Sajona de las Ciencias. La Fundación Prof. Kurt Schwabe de la Technische Hochschule de Dresde recibe su nombre.
Fundó, y desde 1965 hasta 1971 dirigió la Zentralstelle für Korrosionsschutz Dresden (hoy Institut für Korrosionsschutz Dresden GmbH). Trabajó como emérito entre 1970 y 1983 Forschungsinstitut Meinsberg, instituto en el cual había sido presidente anteriormente. En 1971 fue nombrado vicepresidente de la Academia de las ciencias de la RDA, y desde 1980 hasta su muerte fue vicepresidente de la International Society of Electrochemistry.
Ya en la década de 1960 realizó trabajos sobre las pilas de combustible. Entre sus alumnos se cuentan Kurt Drescher, Christian Weißmantel o Gerhard Kreysa.

## Premios y reconocimientos
- 1954 Premio Nacional de la RDA (2ª clase)
- 1960 Medalla Clemens Winkler de la Sociedad Química de la RDA
- 1961 Premio Nacional de la RDA (1ª clase)
- 1962 Doctor honoris causa por la Technischen Hochschule Karl-Marx-Stadt
- 1964 Título hopnorífico Held der Arbeit
- 1970 Hervorragender Wissenschaftler des Volkes[5]
- 1974 Doctor honoris causa por la Technischen Hochschule "Carl Schorlemmer" Leuna-Merseburg
- 1975 Vaterländischer Verdienstorden en oro
- 1975 Doctor honoris causa por la Technischen Universität Dresden; Miembro de honor de la Sociedad Química de la RDA
- 1980 Doctor honoris causa por la Bergakademie Freiberg; Medalla Johannes Stroux de la Academia de las ciencias de la RDA; Orden Karl Marx
- 1982 Ciudadano de honor de Reichenbach im Vogtland
- 2008 Ciudadano de honor de Waldheim

La Academia Sajona de las Ciencias instauró en 1983 el Premio Kurt Schwabe.

## Publicaciones
- Fortschritte der pH-Meßtechnik (1953)
- Polarographie und chemische Konstitution organischer Verbindungen (1957)
- pH-Fibel (1958)
- Korrosionsschutzprobleme (1969, como editor)
- Einführung in die Statistische Thermodynamik (1971, junto con H.-W. Kammer)
- Physikalische Chemie. Band 1 (1973)
- Physikalische Chemie. Band 2: Elektrochemie (1975)
- Physikalische Chemie. Band 3: Aufgabensammlung (1974)
- pH-Messung (1980)
- Einführung in die Thermodynamik irreversibler Prozesse (1984, junto con H.-W. Kammer)